# Templerkommende Oschersleben
Die Templerkommende Oschersleben war eine Niederlassung des Templerordens in Oschersleben (Bode). Die Geschichte ist schlecht dokumentiert.

## Lage
Die Lage der Kommende innerhalb der Stadt Oschersleben ist nicht mehr bekannt. Ob der Sitz in Emmeringen war, wie viele Autoren aufgrund einer Urkunde von 1721 annahmen, sei dahin gestellt.

## Geschichte
Die Geschichte der Templerkommende Oschersleben ist nur äußerst dürftig dokumentiert. Urkunden, die direkt die Kommende Oschersleben betreffen, haben sich nicht erhalten. Der erste Nachweis der Kommende stammt von 1306. Daher kann über die Ursprünge der Kommende nichts ausgesagt werden.
Ein kleiner Hinweis könnte noch in der Besitzgeschichte von Klein Wulferstedt (wüst gefallen südwestlich von Wulferstedt bzw. Oschersleben) liegen. 1277 schenkte Graf Heinrich von Regenstein dem Servitenkonvent in Hasselfelde 2½ Hufen in Klein-Wulferstedt, den früher die Brüder vom Tal Josaphat innehatten, und ihm wieder resigniert hatten. Der Templerbesitz um Oschersleben dürfte aus einer Schenkung resultieren, die ein lokaler Adliger tätigte, der entweder als Pilger oder als Kreuzzugsteilnehmer das Heilige Land besucht hatte.
Einen Hinweis auf die Lage zumindest eines Teiles des Templerbesitzes um Oschersleben gibt ein Erbzinslehenbrief von 1721, den der preußische König Friedrich Wilhelm I. der Familie von Bennigsen ausstellte. Darin heißt es zum Dorf Emmeringen (knapp 3 km nordöstlich der Innenstadt von Oschersleben): den Tempelhof mit vierthalb Hufen Landes daselbst. Ein Holzbleck, geheissen der Tempelberg. Außerdem gab es eine Flur in Emmeringen genannt der Tempelborth, im Volksmund Tempelworth genannt. Die meisten Autoren schlossen daraus, dass der Tempelhof in Emmeringen lag.
Am 26. April 1306 verkaufte Friedrich von Alvensleben, Meister des Templerordens in Alemannien und Slawien, aufgrund der großen Schuldenlast (cum ordo noster esset gravi onere debitorum) den Tempelhof in Halberstadt mit allem Zubehör an vier Brüder von Freckleben um die Summe von 950 Mark Stendalischen Silbers. In der Verkaufsurkunde sind unter den Urkundszeugen auch Bischof Albert/Albrecht I. von Halberstadt und die Kommendatoren der Templerkommenden in Tempelachim (Achim) (Bruder Thiderich), Oschersleben (Bruder Ulrich) und Mücheln (Bruder Thiderich) genannt. Gustav Schmidt nimmt an, dass die Templer noch vor ihrer Enteignung und Auflösung sämtlichen Besitz im Bistum Halberstadt verkauft hätten. Dies ist jedoch durch diese Urkunde nicht gedeckt, zumal später weiterer Templerbesitz im Bistum Halberstadt genannt wird, der in dieser Urkunde nicht aufgeführt ist.
Im Zuge der ersten Verfolgungen der Templer, die schon im Oktober 1307 begannen und 1312 im Verbot des Templerordens gipfelten, ließ Erzbischof Burchard III. von Magdeburg bereits im Mai 1308 einige Tempelritter der Templerniederlassungen in Wichmannsdorf, Bollstedt und Gehringsdorf verhaften. Der Vorgang löste einen Zwist zwischen dem Erzbischof Burchard von Magdeburg und Bischof Albrecht von Halberstadt aus, denn Gehringsdorf gehörte zum Bistum Halberstadt. Erzbischof Burchard von Magdeburg musste die Tempelritter wieder frei lassen, sie mussten ihm jedoch Urfehde schwören, d. h., dass sie nach ihrer Freilassung nichts gegen ihn unternehmen würden. Später belegte Bischof Albrecht von Halberstadt seinen Amtskollegen wegen der Entweihung der Kirchen zu Beyer-Naumburg und Gehringsdorf, die im Zuge der Templerverfolgungen stattfanden, mit dem Kirchenbann, von dem ihn erst Papst Clemens V. wieder lossprach.
Aber auch Bischof Albrecht von Halberstadt hatte wohl die Templergüter in seiner Diözese bereits in den Jahren 1308/09 eingezogen, denn am 11. November 1309 gab Bischof Albrecht von Halberstadt dem Ritter Dietrich Kage 3 Hufen in Oschersleben für 60 Mark Silber zu Lehn und leistete aber nur auf 2 Jahre Gewähr gegen Ansprüche des Papstes und der Templer. Die nur zwei Jahre Gewähr für den Besitz zeigen eindeutig, dass es sich um konfiszierten Templerbesitz handelte, und nicht um ehemaligen Templerbesitz, der schon vor der Verfolgung der Templer verkauft worden war. Auch die Templerkommende Tempelachim ging ohne nachweislichen Verkauf an das Hochstift Halberstadt über.
1327 verkaufte der Domherr und Kantor Ulrich von Brockleben zu Naumburg den Zehnten von 20 Hufen in Neindorf bei Oschersleben. Dabei wird erwähnt, dass dieser Besitz ursprünglich den Templern gehört habe, und der Verkauf noch vor deren Verdammung stattgefunden habe. Trotz der Nähe zu Oschersleben gehörten die 20 Hufen zu Neindorf nicht zur Kommende Oschersleben, sondern zur Templerkommende Halberstadt, die schon 1306 verkauft worden war.
1362 übereignete Bischof Ludwig von Halberstadt den Grafen von Asseburg eine halbe Hufe im Oscherslebener Feld, davon 6 Morgen hinter dem Tempelhof, 6 Morgen auf der Wuhne und 4 Morgen am Wege nach Seehausen.
Danach schweigen die Urkunden bis zu dem bereits erwähnten Erbzinslehenbrief von 1721, den der preußische König Friedrich Wilhelm I. der Familie von Bennigsen ausstellte. Das Gut mussten die von Bennigsen 1727 schuldenhalber an den Amtmann Johann Ludwig Diederichs abgeben. Dieser verkaufte das Gut 1737 an die (Halberstädtische) Kriegs- und Domänenkammer. Seit dieser Zeit war es königliche Domäne.

## Komtur/Kommendator
1306 Bruder Ulrich

## Anmerkung
1. ↑  Dass die Templer in dem Ort Besitz hatten, das dürfte die Urkunde hinlänglich beweisen, doch ob der Kommendesitz tatsächlich in Emmeringen lag, ist damit nicht gesichert. Warum sollte der Kommendator Ulrich in der Urkunde von 1306 von Oschersleben genannt werden, wenn der Kommendesitz (angeblich?) in Emmeringen lag. Die beiden anderen, in der Urkunde von 1306 genannten Kommendatoren werden schließlich auch nach dem Kommendesitz benannt. In einer Urkunde von 1310 wird beispielsweise auch in Groß Quenstedt ein Tempelhof erwähnt, der zur Kommende Halberstadt gehörte. In Groß Quenstedt bestand keine Kommende, und der Templerbesitz war zu diesem Zeitpunkt schon verkauft. Der Templerbesitz der Kommende Oschersleben dürfte außerdem mehr als die 3½ Hufen und den  Holzbleck in Emmeringen umfasst haben; man vergleiche etwa den Besitz des Tempelhofes in Halberstadt, der 1306 verkauft wurde oder etwa der Templerkommende Wichmannsdorf. Dass die Templer nicht nur Besitz in Emmeringen hatten, zeigen auch die Urkunden von 1309 und 1362. In Oschersleben selber haben sich leider aber auch keine Hinweise auf eine Templerniederlassung erhalten, etwa in Form von Straßen- oder Häusernamen.

Koordinaten: 52° 1′ 36″ N, 11° 13′ 36″ O